# Señorío de la Vicaría de Serón
El señorío de Serón es un título nobiliario asociado al marquesado de Poza, creado a raíz de la anexión de la Vicaría de Serón al obispado de Osma en 1288. Su nombre se refiere al municipio castellano-leonés de Serón de Nágima, en la provincia de Soria.

## Historia
La Vicaría de Serón fue una de las dos históricas Vicarías. Junto con Monteagudo, Serón está ligado en el siglo XII directamente al rey, que ejercía el derecho de Vicaría sobre estas fortalezas, derecho que delegaba en algún clérigo de confianza (vicario).
Fue conquistada por Alfonso I el Batallador entre 1120 y 1125, y como había muchos musulmanes todavía viviendo allí, la donó al obispo de Sigüenza en 1138 para que la repoblara, pero se la devolvió en 1140. De este pasado musulmán queda como testigo el castillo, construido en tapial, al modo árabe.
Siendo obispo de Osma don Agustín (1261-1286), la parroquias de Serón y Monteagudo que pertenecen a este obispado, constituyen una especie de Vicariato episcopal de Patronato Regio. Este Patronato será cedido el 23 de mayo de 1288 por el rey Sancho IV al obispo de Osma, don Juan Álvarez; «...damosle en ofrenda el Padronazgo e los derechos que nos avemos e debemos aver en las Eglesias de Seron et Monteagudo e de sus terminos...Esta merced e onra facemos en tal maniera que Ferrato Martines, canonigo de Toledo, que las ovo por presentación del Rey D. Alfonso(X), nuestro padre, que Dios perdone, e por otorgamiento e institución del Obispo D. Agustin, que era a la sazon, e que las aia libres e quietas en toda su vida»
Este patronato era lo que constituía el derecho de Vicaría que dio su nombre en plural a esta comarca por recaer sobre las dos villas citadas. La vicaría de Serón comprendía las aldeas de Cañamaque, Torlengua y Valtueña y la de Monteagudo las de Chrecoles y Fuentelmonge.
En el siglo XIV la plaza de Serón pasa a ser  villa y señorío. Fernando IV le da Fuero en 1312. Las aldeas agrupadas en torno a la villa de Serón eran: Cañamaque, Torlengua y Valtueña y se conoce un despoblado, ahora perteneciente a Bliecos pero propiedad en su día de la Vicaría de Serón, de nombre Torre de Serón. Tuvo que luchar durante la Edad Media con el Concejo de Soria que consideraba suyas las tierras de las Vicarías y arrasaba los sembrados, si lo habían hecho sin su consentimiento. En 1588 era señorío del marqués de Poza.

### Señores de Serón
Primeros señores de Serón:
- Juan Núñez
- Alfonso de la Cerda
- Juan de la Cerda
- Álvaro Pérez Guzmán
- Pedro I 1357-1359
- Diego García de Padilla (maestre de Calatrava) 1359
- Enrique de Trastámara 1369-1370
- Bertrand du Guesclin 1370-1375

Sancho de Rojas, arzobispo de Toledo, fue el primer señor de Serón, fundador del Mayorazgo.
|       | Titular                                              | Periodo         |
| ----- | ---------------------------------------------------- | --------------- |
| I     | Sancho de Rojas                                      | ? –1414         |
| II    | Juan de Rojas                                        | 1414–1441       |
| III   | Sancho Rojas Enríquez                                | 1441–1500       |
| IV    | Diego de Rojas                                       | 1500–1525       |
| V     | Juan de Rojas                                        | 1525–           |
| VI    | Sancho de Rojas                                      | –               |
| VII   | Francisco de Rojas                                   | –               |
| VIII  | Mariana de Rojas                                     | ?–1630          |
| IX    | Juana de Córdoba y Rojas                             | – 1630–1680     |
| X     | Gaspar de Mendoza y Moscoso                          | -1664           |
| XI    | Luis de Moscoso Osorio Mendoza y Rojas               | 1664 - 1705     |
| XII   | Antonio Gaspar de Moscoso Osorio y Aragón            | 1705-1725       |
| XIII  | Ventura Osorio de Moscoso y Guzmán Dávila y Aragón   | 1725-1734       |
| XIV   | Ventura Osorio de Moscoso y Fernández de Córdoba     | 1734 -1776      |
| XV    | Vicente Joaquín Osorio de Moscoso y Guzmán           | 1776-1816       |
| XVI   | Vicente Isabel Osorio de Moscoso y Álvarez de Toledo | 1816 -1837      |
| XVII  | Vicente Pío Osorio de Moscoso y Ponce de León        | 1837-1864       |
| XVIII | María Eulalia Osorio de Moscoso y Carvajal           | 1864-1892       |
| XIX   | Fernando Osorio de Moscoso y Fernández de Córdoba    | 1892-1867       |
| XX    | Alfonso Osorio de Moscoso y Osorio de Moscoso        | 1867-1901       |
| XXI   | María Rafaela Osorio de Moscoso y López              | 1901-?          |
| XXII  | Alfonso de la Cierva y Osorio de Moscoso             | ?-1968          |
| XXIII | Gonzalo de la Cierva y Moreno                        | 1968-Actualidad |

## Historia de los Señores de Serón
- Sancho de Rojas, Arzobispo de Toledo, I señor de Serón, señor de Cavia y V señor de Monzón y otras heredades. Creador del mayorazgo, renunció a favor de su hermano para entrar como Caballero de la Orden de Calatrava.

- Juan de Rojas  (1390-1441), II señor de Serón, señor de Cavia y VI señor de Monzón, Valdespina, Villalónquejar  y Villavieja de Muño. Participó en la Tala de la Vega de Granada. Doncel de Juan II de Castilla que le otorgó el  mayorazgo como heredero del obispo de Palencia, su tío, Sancho de Rojas en 1419.

1. Casado con María Enríquez, hija del Almirante Alfonso Enríquez y de Juana de Mendoza. señora de Amusco y Treviño.

- Sancho de Rojas (Palencia,1430-Monzón, 1500), III señor de Serón, señor de Cavia y VII señor de Monzón, Manquillos, Santiago de la Puebla, Villavieja  de Muñó y Mazuelo.

1. Casado en primeras nupcias en  1454 con María Pereira, criada y parienta de  la reina Isabel de Portugal mujer de Juan II.
2. En segundas con Elena de Valdivielso, hija del Señor de Torrepadierna y Torquemada.

- Diego de Rojas y Pereira (1460-1525), IV señor de Serón, señor de Cavia y VIII señor de Monzón, Valdespina y Santiago de la Puebla. Gobernador y capitán general de Galicia.

1. Casado con Elvira de Rojas, señora de Poza de la Sal y de Rojas, Villaquirán, Loma y Villaescusa.

- Juan de Rojas y Rojas, V señor de Serón, I marqués de Poza, señor de Cavia y IX señor de Monzón, Valdespina, Santiago de la Puebla y otros lugares.

1. Casado con María Sarmiento hija del I Conde de Salinas.

- Sancho de Rojas Sarmiento, VI señor de Serón, II marqués de Poza, señor de Cavia y X señor de Monzón, Valdespina, Santiago de la Puebla y otros lugares.  Murió antes que su padre.

1. Casado con Francisca Enríquez de Almanza y Ulloa.

- Francisco de Rojas Enríquez, VII señor de Serón, III marqués de Poza, señor de Cavia y XI señor de Monzón, Valdespina, Santiago de la Puebla y otros lugares. Fundó un mayorazgo a favor de su hija en 1598.

1. Contrajo primeras nupcias con Francisca Enríquez Cabrera.
2. En segundas con Juana Manrique de Lara, marquesa de Valencia y señora de San Leonardo.

- Mariana de Rojas Enríquez (Valladolid, 1577-Madrid, 1630), VIII señora de Serón, IV marquesa de Poza, señora de Cavia y XII señor de Monzón, Valdespina, Santiago de la Puebla y otros lugares.

1. Casada con Luis Fernández de Córdoba y Aragón, VI duque de Sessa, VII duque de Cardona, duque de Baena, V duque de Soma, y VIII conde de Cabra.

- Juana de Rojas y Córdoba (?-Madrid, 1680), IX señora de Serón, V marquesa de Poza, señora de Cavia y XIII señor de Monzón, Valdespina, Santiago de la Puebla y otros lugares.

1. Casada en primeras nupcias con Francisco de Córdoba y Cardona I Príncipe de Moratea.
2. En segundas con Lope de Moscoso y Mendoza VII Conde e Monteagudo y IV Conde de Almazán y primogénito de Condado de Altamira.
3. Y en terceras nupcias con Diego Messia Felipez de Guzmán, I Marqués de Leganés. Le sucede un hijo del segundo matrimonio.

- Gaspar de Mendoza y Moscoso (1631-1664), X señor de Serón, V marqués de Almazán, IX conde de Monteagudo de Mendoza y VI marqués de Poza.

1. Casó con Inés Mesía de Guzmán, hija de Diego Mesía Dávila I marqués de Leganés que tuvieron un hijo, Luis, que fue el heredero.

- Luis de Moscoso Osorio Messía de Guzmán Mendoza y Rojas (1657-1698),XI señor de Serón, VII conde de Altamira, VI marqués de Almazán, X conde de Monteagudo de Mendoza, VII marqués de Poza, VI conde de Lodosa. Fue embajador de España en Roma.

1. Casó, en primeras nupcias, con Mariana de Benavides Ponce de León, hija de Luis de Benavides y Carrillo de Toledo, V marqués de Frómista, marqués de Caracena, conde de Pinto y de Catalina Ponce de León y Aragón, hija de Rodrigo Ponce de León IV duque de Arcos.
2. Y en segundas nupcias casó con Ángela Folch de Aragón, Camarera mayor de palacio, hija de Raimundo Fotch de Cardona y Aragón, VII duque de Cardona, VI duque de Segorbe, V marqués de Comares, VII marqués de Pallars, XXXVII conde de Ampurias, XII conde de Prades, vizconde de Villamur y barón de Entenza. Le sucedió, de su segundo matrimonio, su hijo Antonio.

- Véase historia de los condes de Altamira
- Véase historia de los Marqueses de Poza